# Alexis Nieves
Alexis Nieves (* 19. März 1995) ist ein venezolanischer Leichtathlet, der sich auf den Sprint spezialisiert hat. Mit der venezolanischen 4-mal-100-Meter-Staffel siegte er 2022 bei den Südamerikaspielen und wurde 2019 Südamerikameister.

## Sportliche Laufbahn
Erste Erfahrungen bei internationalen Meisterschaften sammelte Alexis Nieves im Jahr 2014, als er bei den U23-Südamerikameisterschaften in Montevideo in 11,00 s den achten Platz im 100-Meter-Lauf belegte. 2016 schied er dann bei den Ibero-Amerikanischen Meisterschaften in Rio de Janeiro mit 10,76 s in der ersten Runde über 100 m aus und konnte das Rennen mit der venezolanischen 4-mal-100-Meter-Staffel nicht beenden. 2017 siegte er in 39,40 s mit der Staffel bei den Juegos Bolivarianos in Santa Marta und im Jahr darauf nahm er an den Südamerikaspielen in Cochabamba teil und klassierte sich dort mit 10,33 s auf dem sechsten Platz über 100 m und gewann in 39,03 s gemeinsam mit Alberto Aguilar, Rafael Vásquez und Arturo Ramírez die Silbermedaille hinter dem kolumbianischen Team. Anschließend kam er bei den Zentralamerika- und Karibikspielen in Barranquilla mit 10,77 s nicht über den Vorlauf über 100 m hinaus und gelangte mit der Staffel nach 39,63 s auf Rang sieben. Bei den IAAF World Relays 2019 in Yokohama schied er mit 39,76 s im Vorlauf aus. Kurz darauf siegte er bei den Südamerikameisterschaften in Lima in 39,56 s gemeinsam mit Alberto Aguilar, Abdel Kalil und Rafael Vásquez in der 4-mal-100-Meter-Staffel. Anschließend startete er mit der Staffel bei den Panamerikanischen Spielen ebendort und belegte in 39,73 s den achten Platz. 2022 siegte er bei den Südamerikaspielen in Asunción in 39,47 s gemeinsam mit David Vivas, Rafael Vásquez und Abdel Kalil in der 4-mal-100-Meter-Staffel.
2023 gewann er bei den Zentralamerika- und Karibikspielen in San Salvador mit der 4-mal-100-Meter-Staffel in 39,13 s die Bronzemedaille hinter den Teams aus Trinidad und Tobago und der Dominikanischen Republik. Anschließend schied er bei den Südamerikameisterschaften in São Paulo mit 10,42 s im Vorlauf über 100 Meter aus und gewann mit der Staffel in 39,55 s die Bronzemedaille hinter den Teams aus Brasilien und Paraguay. Im November belegte er bei den Panamerikanischen Spielen in Santiago de Chile in 39,81 s den siebten Platz. 2025 schied er bei den Südamerikameisterschaften in Mar del Plata mit 10,40 s im Vorlauf über 100 Meter aus und gewann mit der Staffel in 39,84 s die Bronzemedaille hinter den Teams aus Kolumbien und Brasilien.
2024 wurde Nieves venezolanischer Meister im 100-Meter-Lauf sowie 2016, 2018 und 2024 in der 4-mal-100-Meter-Staffel.

## Persönliche Bestzeiten
- 100 Meter: 10,29 s (+1,8 m/s), 4. April 2025 in Caracas
- 200 Meter: 21,04 s (+1,6 m/s), 29. Juni 2024 in Caracas